# Задньокілеватий вуж
Задньокілеватий вуж (Opisthotropis) — рід неотруйних змій підродини вужевих родини полозових (Colubridae). Включає 22 види.

## Етимологія
Назва походить від грец. οπισθε (opisthe), що означає «задні, навпаки», та грец. Τροπις (tropis), що значить «кіль».

## Опис
Загальна довжина представників цього роду коливається від 30 см до 1,3 м. Голова маленька. Тулуб тонкий, стрункий, дещо циліндричний. Луска кілевата, кілі повернуті назад до хвоста. Від цього походить назва цих вужів. Забарвлення коричневе, оливкове, чорне, буре, жовте. Черево світліше за спину.

## Спосіб життя
Полюбляють водойми у гірській місцині. Зустрічаються на висоті до 500 м над рівнем моря. Активні вночі. Гарно плавають та пірнають. Харчуються рибою, жабами, пуголовками, креветками, дощовими хробаками.
Це яйцекладні змії.

## Розповсюдження
Мешкають у Східній та Південно-Східній Азії.

## Види
- Opisthotropis alcalai
- Opisthotropis andersonii
- Opisthotropis atra
- Opisthotropis balteata
- Opisthotropis boonsongi
- Opisthotropis cheni
- Opisthotropis cucae
- Opisthotropis daovantieni
- Opisthotropis haihaensis
- Opisthotropis hungtai
- Opisthotropis guangxiensis
- Opisthotropis jacobi
- Opisthotropis kikuzatoi
- Opisthotropis kuatunensis
- Opisthotropis lateralis
- Opisthotropis latouchii
- Opisthotropis maculosa
- Opisthotropis maxwelli
- Opisthotropis rugosa
- Opisthotropis spenceri
- Opisthotropis tamdaoensis
- Opisthotropis typica